# Sidi Mohamed Lahmar
Sidi Mohamed Lahmar (en àrab سيدي محمد لحمر, Sīdī Muḥammad Laḥmar; en amazic ⵙⵉⴷⵉ ⵎⵓⵃⵎⵎⴷ ⵍⵃⵎⵕ) és una comuna rural de la província de Kénitra, a la regió de Rabat-Salé-Kenitra, al Marroc. Segons el cens de 2014 tenia una població total de 42.637 persones.